# Кантокрылы
Кантокрылы (лат. Cymindis) — род жужелиц из подсемейства Harpalinae.

## Биология
Наземные жуки. Наиболее обильны странах Средиземноморья, где обитают в аридных и семиаридных областях. В Сибири доходят до тундростепей и высокогорий. Активны ночью.

## Классификация
Около 200 видов в Голарктике. Около десятка видов в Европе. Относят к трибе Lebiini в составе подсемейства Harpalinae.

### Подроды
- C. (Arrhostus)
- C. (Baicalotarus)
- C. (Chaetotarus)
- C. (Cymindis)
- C. (Iscariotes)
- C. (Menas)
- C. (Neopsammoxenus)
- C. (Paracymindis)
- C. (Platycymindis)
- C. (Tarsostinus)
- C. (Tarulus)

## Список видов
Для фауны СССР Крыжановский (1983) приводил 60 видов из 13 подродов.
- Подрод Cymindis (Cymindis):
  - C. (C.) angularis
  - C. (C.) humeralis
  - C. (C.) intermedia
  - C. (C.) kuznetzowi
  - C. (C.) larisae
  - C. (C.) lineata
  - C. (C.) ovipennis
  - C. (C.) scapularis
- Подрод Cymindis (Eremocymindis)
  - Cymindis pallidula
- Подрод Cymindis (Iscariotes)
  - Cymindis kiritshenkoi
  - Cymindis sabulosa
- Подрод Cymindis (Menas)
  - Cymindis bedeli
  - Cymindis cylindrica
  - Cymindis faldermanni
  - Cymindis miliaris
  - Cymindis violacea
- Подрод Cymindis (Paracymindis)
  - Cymindis simplex
  - Cymindis vassili
- Подрод Cymindis (Tarsostinus)
  - Cymindis binotata
  - Cymindis equestris
  - Cymindis lateralis
  - Cymindis macularis
  - Cymindis medvedevi
- Подрод Cymindis (Tarulus)
  - Cymindis vagemaculata
  - Cymindis amicta
  - Cymindis simillima
  - Cymindis vaporariorum
  - Cymindis velata
  - Cymindis zargoides